# 日本の携帯電話文化
本項では日本の携帯電話文化を解説する。技術的な話は日本における携帯電話に譲り、本項では文化に限定することとする。

## 概要および機能
携帯電話の普及により、携帯電話の独自の機能から特有の文化が多く生まれている。まず、絵文字があげられる。絵文字は携帯電話のサービス会社（キャリア）ごとに異なり、パソコンなどの他のプラットフォームとの互換はない（携帯電話間の互換性は確保されるようになった）。また2000年代前半ではギャル文字と呼ばれる崩し文字が流行したり、ポケベル打ちと呼ばれる入力方式も存在した。
社会問題としてパケ死やケータイ不況、携帯電話ウイルス、クローン携帯なども問題となっている。

### 多機能化
カメラ付き携帯電話やiモードの登場した20世紀末から日本の携帯電話端末（フィーチャーフォン）は独自の進化を起こし、当時世界一機能面で充実しているといって過言ではなかった。日本の携帯電話は、販売時にインセンティブ方式を用いている故に、端末の開発費や制作費の割に割安で販売されていた。この制度が日本の端末の多機能化をもたらした最大の理由であるが、新たな技術の開発が盛んに日本で行われ、端末供給会社同士で多機能化を競争しているという側面もあった。
このようにして機能の豊富な携帯電話端末が広く普及することにより、世界標準の通信規格（W-CDMA）に則った携帯電話であっても、日本で販売される端末の大半は日本のキャリアでのみ利用できる機能を搭載した日本専用機種となっているほか、日本のインターネットではキャリア公式ではない勝手サイトも含めて、日本の携帯電話でのみ利用できるサービスが数多く展開していた。このため、韓国と並んで世界的に見ても特異な携帯電話文化が生まれたが、韓国・中国・台湾企業がスマートフォンへの移行に成功したのに対し、日本企業は躓くことになった。

## 市場

### 加入回線（固定電話）・公衆電話との関係
携帯電話・PHSの普及拡大などによって、一般的に加入回線（固定電話）の利用は減少の傾向にある。特に入学・就職などで新生活を始める若者は、固定電話を新規に敷設する際に必要となる電話加入権の負担を嫌い、また携帯電話・PHSだけでも日常生活にはさほど困らないことから、固定電話を設置せず携帯電話・PHSだけを持つ者もみられる。これらの要素も加わって、携帯電話・PHSの普及率の上昇と入れ替わるように公衆電話の利用が激減した。日本における公衆電話の設置台数は、1989年の約83万台から2003年には約50万台に減少している。携帯電話とPHSを合わせた普及率が固定電話の普及率を追い越したのは、2000年である。

## 利用に関して

### 年賀通話・年賀メール
毎年、1月1日（元日）0時からの2時間前後は、「おめでとう電話」「おめでとうメール」等と呼ばれる新年のあいさつの通話やメール通信が一斉に集中するため、通話が繋がりにくくなる傾向がある。携帯電話キャリア各社は、緊急ではない利用は極力控えるように広報をしており、同時に通信規制を行うことで対応している。

### 公共の場での携帯電話
携帯電話は、着信やメールを受信するときに設定によっては音が鳴ることから、公共の場ではマナーとして電源を切る、マナーモードにするなどを求められることがある。
鉄道列車内やバス車内ではマナーモードに設定することを呼びかけ、通話を禁止している事業者も多い。かつては優先席付近では電源を切ることが推奨されていた。

### 自動車・オートバイ・自転車での使用
携帯電話の普及に伴い、自動車・オートバイを運転中の携帯電話の使用による交通事故の増加が社会問題となった。1999年11月改正の道路交通法で自動車・オートバイを運転中に携帯電話等を使用して事故等を起こした場合の罰則事項が追加されたが、それでも改善の目処が立たなかったため、2004年6月成立・同11月施行の改正法により、ハンズフリー装置を利用した通話等を除き、反則告知対象となった。2019年12月1日、ながら運転の防止を視野に運転中に携帯電話等を使用した場合の罰則がさらに強化された。
自転車を運転中の使用についても2011年以降、各都道府県公安委員会規則の規定により罰則対象となるケースが増えている。東京都では5万円以下の罰金となる。

## ポケベル
無線呼び出し特有の語呂合わせなど。

## 犯罪との関連
2003年には、高額の課金（パケ死）に利用者が驚くことが続出し、問題となった。またクローン携帯問題も話題となった。
またそれと前後して多発した特殊詐欺や架空請求では、通話手段の1つとして携帯電話・特にプリペイド式携帯電話が悪用される例が多かったため、2005年5月には携帯電話不正利用防止法が施行され、携帯電話・PHSについて契約者の本人性確認の義務付けや、不正な譲渡の禁止等がなされた。
運転中の携帯電話使用による交通事故等の発生が社会問題化した。

## その他

### ポップカルチャーへの影響
1990年代以降、日本のポップカルチャーにも携帯電話をガジェットとして取り入れる物語作品が散見されるようになる。例えば男児向けでは特撮テレビドラマ『仮面ライダー555』、女児向けではアニメ『ふたりはプリキュア』で、ヒーローないしヒロインの変身を補助するアイテムとして携帯電話（を模した道具）が使用された。
評論家の荻上チキは、携帯電話は自身の「社会的身体」を切り替える最適なメディアであり、状況に応じてキャラを変更したり新しい身体性を獲得したりといったことを羨む子供たちの感覚がポップカルチャーの世界に表出しているのだとしている。
また、携帯電話によりテンキーで書かれ、オンラインで受信して携帯電話で読む小説として、ケータイ小説というジャンルが登場した。これらは主にケータイ小説サイトと呼ばれるサイト上で素人によって執筆され、人気作品になるとしばしば携帯電話の画面上と同じ横書きの文章のまま書籍化され出版された。

### 社会的信頼性について
クレジットカードの入会審査で、固定電話がないと信用情報が低くなることがあるなど、何らかの申込書などで連絡先欄に携帯電話の番号のみを記入すると、手続きや申し込みを断られることもあり、固定電話番号のような信頼性はまだ得られていない。特に事業所においてはその傾向は高い。